# Irving G. Thalberg Memorial Awards

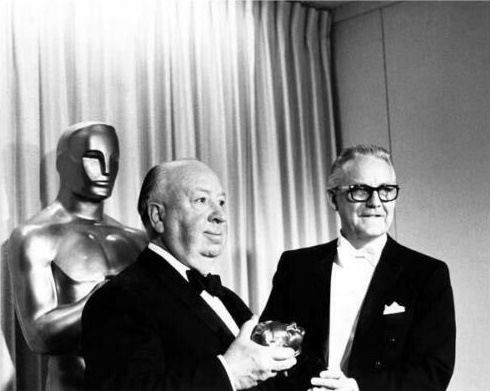
Alfred Hitchcock tenant son Irving Thalberg Memorial Award, 1968.

Les Irving G. Thalberg Memorial Awards sont des prix cinématographiques américains décernés de façon irrégulière depuis 1938 par l'Academy of Motion Picture Arts and Sciences – laquelle décerne également les Oscars – à un « producteur créatif, dont l'ensemble des films produits reflète un travail de grande qualité » .
Ils tirent leur nom d'Irving Thalberg (1899-1936) , producteur légendaire de la Metro-Goldwyn-Mayer, qui a développé la réputation du studio. Le trophée a la forme du buste de Thalberg. Le prix est attribué via un vote du conseil des « gouverneurs » de l'académie, le candidat devant recevoir l'approbation de la majorité.
Depuis 2009, ils sont remis au cours d'une cérémonie séparée au mois de novembre précédant la cérémonie des Oscars, les Governors Awards, avec les Oscars d'honneur et les Jean Hersholt Humanitarian Awards.

## Récipiendaires
- 1938 : Darryl F. Zanuck
- 1939 : Hal B. Wallis[4]
- 1940 : David O. Selznick
- 1942 : Walt Disney
- 1943 : Sidney Franklin
- 1944 : Hal B. Wallis
- 1945 : Darryl F. Zanuck
- 1947 : Samuel Goldwyn
- 1949 : Jerry Wald
- 1951 : Darryl F. Zanuck
- 1952 : Arthur Freed
- 1953 : Cecil B. DeMille
- 1954 : George Stevens
- 1957 : Buddy Adler
- 1959 : Jack L. Warner
- 1962 : Stanley Kramer
- 1964 : Sam Spiegel
- 1966 : William Wyler
- 1967 : Robert Wise
- 1968 : Alfred Hitchcock
- 1971 : Ingmar Bergman
- 1974 : Lawrence Weingarten
- 1976 : Mervyn LeRoy
- 1977 : Pandro S. Berman
- 1978 : Walter Mirisch
- 1980 : Ray Stark
- 1982 : Albert R. Broccoli
- 1986 : Steven Spielberg
- 1988 : Billy Wilder
- 1991 : David Brown et Richard D. Zanuck
- 1992 : George Lucas
- 1995 : Clint Eastwood
- 1997 : Saul Zaentz
- 1999 : Norman Jewison
- 2000 : Warren Beatty
- 2001 : Dino De Laurentiis
- 2010 : John Calley
- 2011 : Francis Ford Coppola
- 2019 : Kathleen Kennedy et Frank Marshall
- 2025 : Michael G. Wilson et Barbara Broccoli